# Campeonato Mundial de Atletismo de 2009 - 3000 m com obstáculos feminino
A prova dos 3000 metros com obstáculos feminino do Campeonato Mundial de Atletismo de 2009 ocorreu no dia 15 de agosto com as eliminatórias, e 17 de agosto com a final, no Olympiastadion, em Berlim.

## Recordes
Antes desta competição, os recordes mundiais e do campeonato nesta prova eram os seguintes:
| Tipo                  | Atleta                   | Tempo   | Local  | Data                 | Ref |
| --------------------- | ------------------------ | ------- | ------ | -------------------- | --- |
|                       | Gulnara Samitova-Galkina | 8:58.81 | Pequim | 17 de agosto de 2008 | ver |
| Recorde do campeonato | Yekaterina Volkova       | 9:06.57 | Osaka  | 27 de agosto de 2007 | ver |

## Medalhistas
| Ouro                   | Prata                      | Bronze                         |
| Yuliya Zarudneva (RUS) | Milcah Chemos Cheywa (KEN) | Gulnara Samitova-Galkina (RUS) |

## Resultados

### Eliminatórias
Estes são os resultados das eliminatórias. As 41 atletas inscritas foram divididas em três baterias, se classificando para a final as quatro melhores de cada bateria (Q), mais os três melhores tempos no geral (q).
| Bateria 1 | Bateria 1                    | Bateria 1   | Bateria 1            |
| Pos.      | Atleta                       | Tempo       | Notas                |
| --------- | ---------------------------- | ----------- | -------------------- |
| 1         | RUS Gulnara Samitova-Galkina | 9:17.67 (Q) |                      |
| 2         | GER Antje Möldner            | 9:21.73 (Q) | Recorde nacional     |
| 3         | ETH Sofia Assefa             | 9:22.63 (Q) |                      |
| 4         | KEN Milcah Chemos Cheywa     | 9:23.87 (Q) |                      |
| 5         | ESP Eva Arias                | 9:25.14 (q) | Recorde pessoal      |
| 6         | POR Jéssica Augusto          | 9:26.64 (q) | Recorde da temporada |
| 7         | ROU Ancuţa Bobocel           | 9:34.39     | Recorde da temporada |
| 8         | GRE Iríni Kokkinaríou        | 9:35.61     | Recorde da temporada |
| 9         | RUS Yelena Sidorchenkova     | 9:37.16     |                      |
| 10        | JPN Minori Hayakari          | 9:39.28     | Recorde da temporada |
| 11        | USA Lindsey Anderson         | 9:46.03     |                      |
| 12        | AUS Donna MacFarlane         | 9:52.46     | Recorde da temporada |
| 13        | SUD Durka Mana               | 9:52.90     |                      |
| 14        | ITA Elena Romagnolo          | 9:56.61     |                      |

| Bateria 2 | Bateria 2                 | Bateria 2   | Bateria 2       |
| Pos.      | Atleta                    | Tempo       | Notas           |
| --------- | ------------------------- | ----------- | --------------- |
| 1         | TUN Habiba Ghribi         | 9:26.40 (Q) |                 |
| 2         | RUS Yuliya Zarudneva      | 9:26.64 (Q) |                 |
| 3         | USA Jennifer Barringer    | 9:26.81 (Q) |                 |
| 4         | POL Katarzyna Kowalska    | 9:26.93 (Q) | Recorde pessoal |
| 5         | KEN Ruth Bisibori Nyangau | 9:27.04 (q) |                 |
| 6         | POR Sara Moreira          | 9:28.64     | Recorde pessoal |
| 7         | ETH Korahubsh Itaa        | 9:33.67     |                 |
| 8         | SWE Ulrika Johansson      | 9:38.88     | Recorde pessoal |
| 9         | GBR Helen Clitheroe       | 9:41.71     |                 |
| 10        | ESP Diana Martín          | 9:42.39     | Recorde pessoal |
| 11        | FRA Élodie Olivarès       | 9:43.83     |                 |
| 12        | BRA Sabine Heitling       | 9:50.96     |                 |
| 13        | IRL Roisin McGettigan     | 9:59.10     |                 |
| 14        | NOR Silje Fjørtoft        | 10:01.04    |                 |

| Bateria 3 | Bateria 3                     | Bateria 3   | Bateria 3            |
| Pos.      | Atleta                        | Tempo       | Notas                |
| --------- | ----------------------------- | ----------- | -------------------- |
| 1         | ETH Zemzem Ahmed              | 9:29.36 (Q) | Recorde da temporada |
| 2         | KEN Gladys Jerotich Kipkemoi  | 9:29.36 (Q) |                      |
| 3         | FRA Sophie Duarte             | 9:34.08 (Q) |                      |
| DSQ       | ESP Marta Domínguez           | 9:34.78 (Q) | Doping               |
| 4         | MAR Hanane Ouhaddou           | 9:35.78     |                      |
| 5         | MDA Oxana Juravel             | 9:36.63     | Recorde nacional     |
| 6         | RUS Ekaterina Volkova         | 9:43.52     |                      |
| 7         | HUN Lívia Tóth                | 9:45.14     |                      |
| 8         | FIN Sandra Eriksson           | 9:46.62     | Recorde pessoal      |
| 9         | NOR Karoline Bjerkeli Grøvdal | 9:48.47     |                      |
| 10        | ROU Cristina Casandra         | 9:49.88     |                      |
| 11        | USA Bridget Franek            | 9:50.02     |                      |
| 12        | TUR Asli Cakir                | 10:06.64    |                      |

### Final
Estes são os resultados da final.
| Pos.              | Atleta                       | Tempo   | Notas                |
| ----------------- | ---------------------------- | ------- | -------------------- |
| DSQ               | ESP Marta Domínguez          | 9:07.32 | Doping               |
| Medalha de ouro   | RUS Yuliya Zarudneva         | 9:08.39 | Recorde pessoal      |
| Medalha de prata  | KEN Milcah Chemos Cheywa     | 9:08.57 | Recorde pessoal      |
| Medalha de bronze | RUS Gulnara Samitova-Galkina | 9:11.09 | Recorde da temporada |
| 4                 | USA Jennifer Barringer       | 9:12.50 | Recorde da América   |
| 5                 | TUN Habiba Ghribi            | 9:12.52 | Recorde nacional     |
| 6                 | KEN Ruth Bisibori Nyangau    | 9:13.16 | Recorde pessoal      |
| 7                 | KEN Gladys Jerotich Kipkemoi | 9:14.62 | Recorde pessoal      |
| 8                 | GER Antje Möldner            | 9:18.54 | Recorde nacional     |
| 9                 | ETH Zemzem Ahmed             | 9:22.64 | Recorde da temporada |
| 10                | POR Jéssica Augusto          | 9:25.25 | Recorde da temporada |
| 11                | POL Katarzyna Kowalska       | 9:30.37 |                      |
| 12                | ETH Sofia Assefa             | 9:31.29 |                      |
| 13                | ESP Eva Arias                | 9:33.34 |                      |
| 14                | FRA Sophie Duarte            | 9:33.85 |                      |

Legenda
| Recorde mundial       | Recorde mundial (World record)               |                       | Recorde africano                      | Recorde africano (African) |                                           | Q | Classificado por posição (Qualified) |
| Recorde do campeonato | Recorde do campeonato (Championship record)  | Recorde da América    | Recorde da América (Americas)         | q                          | Classificado por melhor tempo (Qualified) |   |                                      |
| Melhor marca do ano   | Melhor marca do ano (World leading)          | Recorde asiático      | Recorde asiático (Asian)              | DNS                        | Não largou (Did not start)                |   |                                      |
| Recorde nacional      | Recorde nacional (National record)           | Recorde europeu       | Recorde europeu (European)            | DNF                        | Não terminou (Did not finish)             |   |                                      |
| Recorde pessoal       | Recorde pessoal do atleta (Personal best)    | Recorde da Oceania    | Recorde da Oceania (Oceania)          | DSQ / DQ                   | Desclassificado (Disqualified)            |   |                                      |
| Recorde da temporada  | Recorde da temporada do atleta (Season best) | Recorde sul-americano | Recorde sul-americano (South America) | NM                         | Sem marca (No mark)                       |   |                                      |